# أنتوني غراي
أنتوني غراي (بالإنجليزية: Andre Gray) (26 يونيو 1991 ولفرهامبتن جامايكا - ) هو لاعب كرة قدم جامايكي يلعب كمهاجم لعب سابقاً في نادي الرياض السعودي.

## وصلات خارجية
أنتوني غراي على موقع اتحاد تركيا (لاعب) (الإنجليزية)
- أنتوني غراي على موقع قاعدة بيانات كرة القدم.إي يو (الإنجليزية)
- أنتوني غراي على موقع ناشيونال فوتبول تيمز (الإنجليزية)
- أنتوني غراي على موقع Soccerbase.com (لاعب) (الإنجليزية)
- أنتوني غراي على موقع Soccerway.com (الإنجليزية)
- أنتوني غراي على موقع عالم كرة القدم.نت (الإنجليزية)
- أنتوني غراي على موقع AS.com (الإسبانية)